# Esteban de Obray

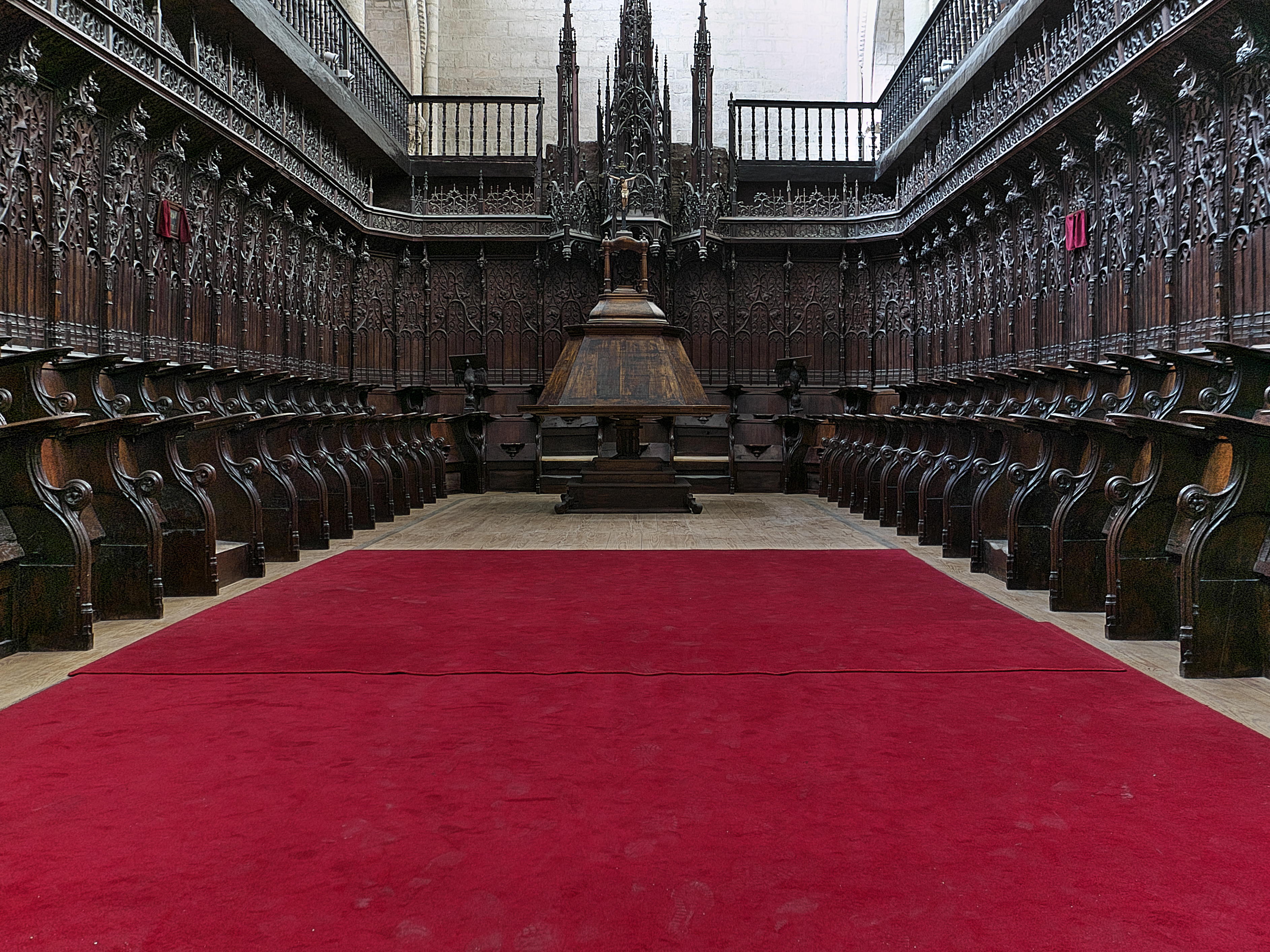
Coro de la Catedral de Tudela

Esteban de Obray, nacido en Francia. fue un escultor establecido en España donde estuvo activo en la primera mitad del siglo XVI. Fue cuñado del también escultor Juan de Moreto.
Las primeras noticias de su estancia y actividad en la península ibérica lo sitúan en Tudela, Navarra, donde trabaja en el coro de la Catedral de Santa María. Después se sabe que realizó obras en Cintruénigo y realizó, junto a Juan de Talavera, la portada de la Colegiata de Santa María (Calatayud), una de sus más importantes y destacadas obras.
Realizó diversos trabajos en los retablos de Burlada (1529), el de Santa Bárbara para la iglesia de La Magdalena de Tarazona (1531), el de San Lorenzo para la catedral de Tarazona (1532) y el de la Visitación para la parroquia de San Pedro de Tafalla (1538), hasta que en 1540 se le localiza trabajando en el coro de la Catedral de Santa María la Real de Pamplona. 
En 1544 se le contrató, junto a su cuñado, Juan de Moreto, y Nicolás de Lobato, para realizar la sillería completa del coro de la basílica de Nuestra Señora del Pilar de Zaragoza.